# His Family Tree
His Family Tree is een Amerikaanse filmkomedie uit 1925 onder regie van Charles Vidor.

## Verhaal
Omdat zijn zoon Charles niet meer antwoordt op zijn brieven, besluit de Ier Patrick Murphy hem te gaan opzoeken in de Verenigde Staten. Hij ontdekt er dat Charles, die een gooi doet naar het burgemeesterschap van Center City, zijn achternaam heeft gewijzigd in Murfree. Patrick maakt het zijn missie om zijn zoon weer trots te maken op zijn Ierse afkomst.

## Rolverdeling
| Acteur            | Personage                       |
| ----------------- | ------------------------------- |
| James Barton      | Patrick Murphy                  |
| Margaret Callahan | Elinor Murfree                  |
| Addison Randall   | Mike Donovan                    |
| Maureen Delaney   | Nellie Oulihan                  |
| William Harrigan  | Charles Murfree                 |
| Marjorie Gateson  | Margaret Murfree                |
| Phillip Trent     | Dudley Weatherby                |
| Ray Mayer         | Bat Gilligan                    |
| Herman Bing       | Mijnheer Stonehill              |
| Pat Moriarty      | Terrence Gilligan               |
| Charles Coleman   | Hopkins                         |
| Ferdinand Munier  | Burgemeester John J. Holtsapple |
| Orville Caldwell  | Julius                          |
| William Lemuels   | Brannigan                       |